# Campeonato Mundial de Atletismo de 2001
Campeonato Mundial de Atletismo de 2001 foi a oitava edição do esporte, realizado na cidade de Edmonton, Canadá. Foi a primeira vez em que o evento foi disputado na América do Norte e contou com a participação de 1677 atletas de 189 nações. As competições foram realizadas no Estádio Commonwealth, entre 3 e 12 de agosto de 2001. A cidade canadense ganhou o direito de sediar a competição durante a reunião anual da IAAF em Monte Carlo em novembro de 1998, derrotando as cidades de Nova Delhi, Stanford e Helsinque.
Foi a primeira edição também com vários casos de doping registrados, todos descobertos anos após as competições pelos novos métodos de detecção da WADA nas coletas guardadas, causando a desclassificação e confisco de medalhas de vários atletas e equipes, a maioria deles dos Estados Unidos, no que ficou conhecido como Caso BALCO. Com as desclassificações posteriores dos norte-americanos, a Rússia – que também teve uma atleta desclassificada por dopagem – se tornou a vencedora desta competição pela primeira vez.
Esta edição não viu nenhum recorde mundial ser quebrado mas oito novos recordes do campeonato foram estabelecidos. Pelo mundo lusófono, a moçambicana Maria Mutola ganhou uma medalha de ouro nos 800 metros e o português Carlos Calado uma de bronze no salto em distância. 

## Local
As competições foram realizadas no Estádio Commonwealth, um estádio multipropósito localizado nos subúrbios de Edmonton. Inaugurado em 1978 para sediar os Jogos da Commonwealth daquele ano e modernizado em 2001 para o campeonato, tem capacidade atual para cerca de 55 mil espectadores sentados – 60 mil na época do Mundial – sendo o maior estádio o ar livre do Canadá, usado para competições de atletismo, rugby, futebol e concertos de música.

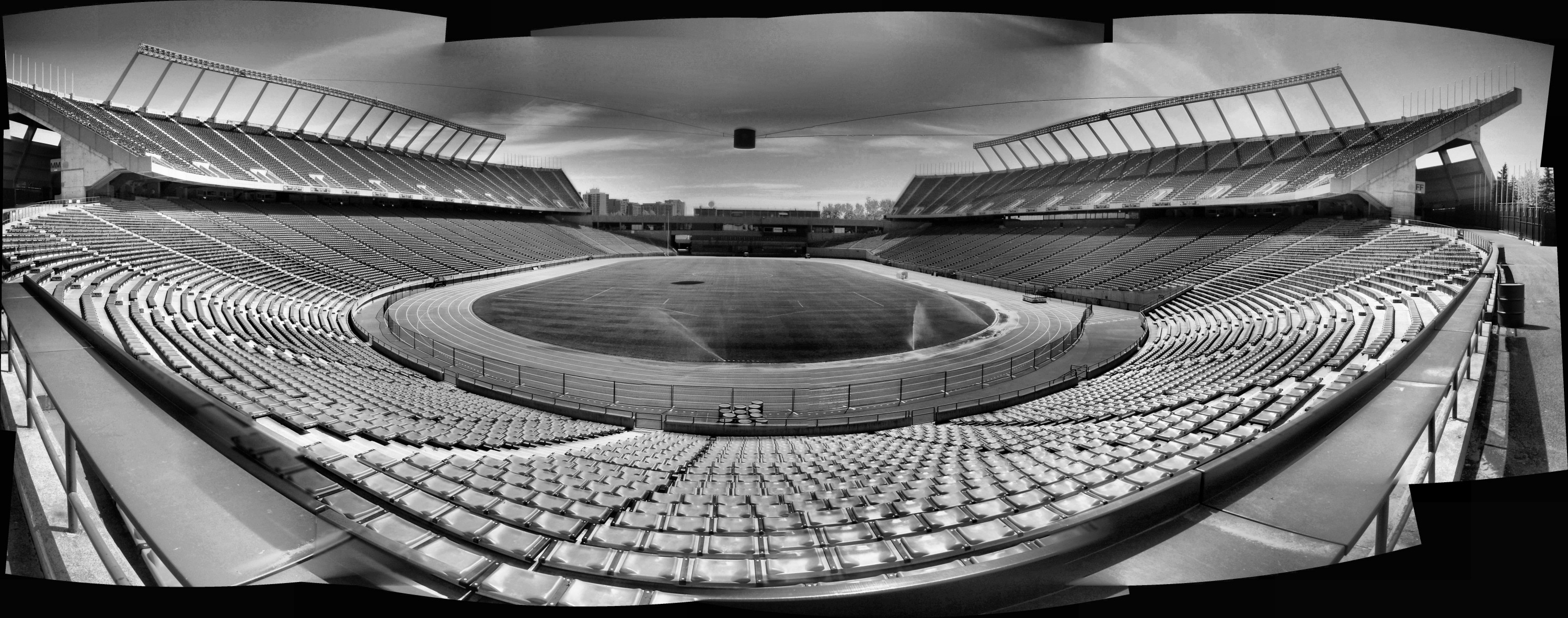
Vista panorâmica interna em preto e branco do Estádio Commonwealth, local das competições.

## Recordes
Oito novos recordes do Campeonato Mundial foram estabelecidos nesta edição, um deles por duas atletas.
| Recorde               | Modalidade            | Atleta             | País            | Marca    | Anterior                  |
| Recorde do campeonato | lançamento de disco   | Lars Riedel        | Alemanha        | 69,72 m  | 69,08 m – Sevilha 1999    |
| Recorde do campeonato | Lançamento de martelo | Szymon Ziółkowski  | Polónia         | 83,38 m  | 83,06 m – Roma 1987       |
| Recorde do campeonato | Lançamento de dardo   | Jan Železný        | República Checa | 92,80 m  | 89,58 m – Gotemburgo 1995 |
| Recorde do campeonato | salto com vara        | Dmitri Markov      | Rússia          | 6,05 m   | 6,02 m – Sevilha 1999     |
| Recorde do campeonato | decatlo               | Tomáš Dvořák       | República Checa | 8902 pts | 8837 pts – Atenas 1997    |
| Recorde do campeonato | Marcha de 20 km       | Olimpiada Ivanova  | Rússia          | 1:27:48  | 1:30.50 – Sevilha 1999    |
| (1)                   | salto com vara        | Stacy Dragila      | Estados Unidos  | 4,75 m   | 4.60 m – Sevilha 1999     |
| (1)                   |                       | Svetlana Feofanova | Rússia          |          |                           |
| Recorde do campeonato | Lançamento de dardo   | Osleidys Menéndez  | Cuba            | 69,53 m  | 67,09 m – Sevilha 1999    |

(1) Dragila e Feofanova saltaram a mesma altura e o mesmo novo recorde do campeonato. Dragila ficou com  o ouro por ter precisado de menos tentativas para alcançar a marca.

## Quadro de medalhas
| Posição | País                  | Ouro | Prata | Bronze | Total |
| 1       | Rússia                | 5    | 7     | 6      | 18    |
| 2       | Estados Unidos        | 5    | 5     | 3      | 13    |
| 3       | Quênia                | 3    | 3     | 2      | 8     |
| 4       | Alemanha              | 3    | 3     | 1      | 7     |
| 5       | Cuba                  | 3    | 1     | 2      | 6     |
| 6       | Etiópia               | 2    | 3     | 3      | 8     |
| 7       | Bielorrússia          | 2    | 2     |        | 4     |
| 7       | Romênia               | 2    | 2     |        | 4     |
| 9       | Bahamas               | 2    | 1     | 1      | 4     |
| 10      | Marrocos              | 2    | 1     |        | 3     |
| 11      | Polônia               | 2    |       | 3      | 5     |
| 12      | África do Sul         | 2    |       |        | 2     |
| 12      | República Tcheca      | 2    |       |        | 2     |
| 14      | Jamaica               | 1    | 2     | 3      | 6     |
| 15      | Grécia                | 1    | 2     | 2      | 5     |
| 16      | Itália                | 1    | 1     | 2      | 4     |
| 17      | Ucrânia               | 1    | 1     | 1      | 3     |
| 18      | Austrália             | 1    |       | 2      | 3     |
| 19      | Grã-Bretanha          | 1    |       | 1      | 2     |
| 20      | Moçambique            | 1    |       |        | 1     |
| 20      | República Dominicana  | 1    |       |        | 1     |
| 20      | Senegal               | 1    |       |        | 1     |
| 20      | Suíça                 | 1    |       |        | 1     |
| 24      | Espanha               |      | 2     | 1      | 3     |
| 24      | Japão                 |      | 2     | 1      | 3     |
| 26      | Finlândia             |      | 1     | 1      | 2     |
| 26      | França                |      | 1     | 1      | 2     |
| 26      | Suécia                |      | 1     | 1      | 2     |
| 26      | Trinidad e Tobago     |      | 1     | 1      | 2     |
| 30      | Áustria               |      | 1     |        | 1     |
| 30      | Camarões              |      | 1     |        | 1     |
| 30      | Estônia               |      | 1     |        | 1     |
| 30      | Israel                |      | 1     |        | 1     |
| 30      | Lituânia              |      | 1     |        | 1     |
| 35      | México                |      |       | 2      | 2     |
| 36      | Bulgária              |      |       | 1      | 1     |
| 36      | Cazaquistão           |      |       | 1      | 1     |
| 36      | Haiti                 |      |       | 1      | 1     |
| 36      | Ilhas Caimã           |      |       | 1      | 1     |
| 36      | Portugal              |      |       | 1      | 1     |
| 36      | São Cristóvão e Neves |      |       | 1      | 1     |
| 36      | Suriname              |      |       | 1      | 1     |

## Medalhistas

#### Masculino
| Evento                | Ouro                                                                            | Ouro     | Prata                                                                              | Prata    | Bronze                                                                          | Bronze   |
| 100 m (1)             | Maurice Greene · Estados Unidos                                                 | 9.82     | Bernard Williams · Estados Unidos                                                  | 9.94     | Ato Boldon · Trinidad e Tobago                                                  | 9.98     |
| 200 m                 | Konstantinos Kenteris · Grécia                                                  | 20.04    | Christopher Williams · Jamaica                                                     | 20.20    | Kim Collins · São Cristóvão e NevesShawn Crawford · Estados Unidos              | 20.20    |
| 400 m                 | Avard Moncur · Bahamas                                                          | 44.64    | Ingo Schultz · Alemanha                                                            | 44.87    | Greg Haughton · Jamaica                                                         | 44.98    |
| 800 m                 | André Bucher · Suíça                                                            | 1:43.70  | Wilfred Bungei · Quênia                                                            | 1:44.55  | Paweł Czapiewski Polônia                                                        | 1:44.63  |
| 1500 m                | Hicham El Guerrouj · Marrocos                                                   | 3:30.68  | Bernard Lagat · Quênia                                                             | 3:31.10  | Driss Maazouzi · França                                                         | 3:31.54  |
| 5000 m (2)            | Richard Limo · Quênia                                                           | 13:00.77 | Million Wolde · Etiópia                                                            | 13:03.47 | John Kibowen · Quênia                                                           | 13:05.20 |
| 10000 m               | Charles Kamathi · Quênia                                                        | 27:53.25 | Assefa Mezgebu · Etiópia                                                           | 27:53.97 | Haile Gebrselassie · Etiópia                                                    | 27:54.41 |
| Maratona              | Gezahegne Abera · Etiópia                                                       | 2:12:42  | Simon Biwott · Quênia                                                              | 2:12:43  | Stefano Baldini · Itália                                                        | 2:13:18  |
| 110 m c/ barreiras    | Allen Johnson · Estados Unidos                                                  | 13.04    | Anier García · Cuba                                                                | 13.07    | Dudley Dorival · Haiti                                                          | 13.25    |
| 400 m c/ barreiras    | Félix Sánchez · República Dominicana                                            | 47.49    | Fabrizio Mori · Itália                                                             | 47.54    | Dai Tamesue · Japão                                                             | 47.89    |
| 3000 m c/ obstáculos  | Reuben Kosgei · Quênia                                                          | 8:15.16  | Ali Ezzine · Marrocos                                                              | 8:16.21  | Bernard Barmasai · Quênia                                                       | 8:16.59  |
| marcha 20 km          | Roman Rasskazov · Rússia                                                        | 1:20:31  | Ilya Markov · Rússia                                                               | 1:20:33  | Viktor Burayev · Rússia                                                         | 1:20:36  |
| marcha 50 km          | Robert Korzeniowski Polônia                                                     | 3:42:08  | Jesús Ángel García · Espanha                                                       | 3:43:07  | Edgar Hernández · México                                                        | 3:46:12  |
| 4x100 m (3)           | África do Sul · Morné Nagel · Corné du Plessis · Lee-Roy Newton · Matthew Quinn | 38.47    | Trinidad e Tobago · Marc Burns · Ato Boldon · Jaycey Harper · Darrel Brown         | 38.58    | Austrália · Matthew Shirvington · Paul Di Bella · Steve Brimacombe · Adam Basil | 38.83    |
| 4x400 m (4)           | Bahamas · Chris Brown · Avard Moncur · Troy McIntosh · Timothy Munnings         | 2:58.19  | Jamaica · Brandon Simpson · Christopher Williams · Greg Haughton · Danny McFarlane | 2:58.39  | Polônia Rafał Wieruszewski Piotr Haczek Piotr Długosielski Piotr Rysiukiewicz   | 2:59.71  |
| Salto em distância    | Iván Pedroso · Cuba                                                             | 8,40 m   | Savanté Stringfellow · Estados Unidos                                              | 8,24 m   | Carlos Calado · Portugal                                                        | 8,21 m   |
| Salto triplo          | Jonathan Edwards · Reino Unido                                                  | 17,92 m  | Christian Olsson · Suécia                                                          | 17,47 m  | Igor Spasovkhodskiy · Rússia                                                    | 17,44 m  |
| Salto em altura (5)   | Martin Buss · Alemanha                                                          | 2,36 m   | Yaroslav Rybakov · RússiaVyacheslav Voronin · Rússia                               | 2.33 m   | –                                                                               |          |
| Salto com vara        | Dmitri Markov · Austrália                                                       | 6,05 m   | Aleksandr Averbukh · Israel                                                        | 5,85 m   | Nick Hysong · Estados Unidos                                                    | 5,80 m   |
| Arremesso de peso     | John Godina · Estados Unidos                                                    | 21,87 m  | Adam Nelson · Estados Unidos                                                       | 21,24 m  | Arsi Harju · Finlândia                                                          | 20,93 m  |
| Lançamento de disco   | Lars Riedel · Alemanha                                                          | 69,72 m  | Virgilijus Alekna · Lituânia                                                       | 69,40 m  | Michael Möllenbeck · Alemanha                                                   | 67,61 m  |
| Lançamento de martelo | Szymon Ziółkowski Polônia                                                       | 83,38 m  | Koji Murofushi · Japão                                                             | 82,92 m  | Ilya Konovalov · Rússia                                                         | 80,27 m  |
| Lançamento de dardo   | Jan Železný República Tcheca                                                    | 92,80 m  | Aki Parviainen · Finlândia                                                         | 91,31 m  | Konstadinós Gatsioúdis · Grécia                                                 | 89,95 m  |
| Decatlo               | Tomáš Dvořák República Tcheca                                                   | 8902 pts | Erki Nool · Estónia                                                                | 8815 pts | Dean Macey · Reino Unido                                                        | 8603 pts |

(1) - Tim Montgomery (EUA) ganhou originalmente a medalha de prata nos 100 m com 9.85, mas foi desqualificado em 2005 depois de ter admitido o uso de substâncias dopantes, como resultado das investigações que decorreram do Caso BALCO.

(2) - Ali Saïdi-Sief da Argélia ficou originalmente em segundo lugar nos 5000 m, com 13:02.16 mas foi posteriormente desqualificado depois de ter acusado o uso de nandrolona num teste de dopagem.

(3) - O revezamento 4x100 dos dos Estados Unidos (Mickey Grimes, Bernard Williams, Dennis Mitchell e Tim Montgomery) ganhou originalmente a medalha de ouro com 37.96, mas foi desqualificado em 2005 depois de Tim Montgomery ter admitido o uso de substâncias dopantes, como resultado das investigações que decorreram do Caso BALCO.

(4) - O revezamento 4x400 m dos Estados Unidos (Leonard Byrd, Antonio Pettigrew, Derrick Brew e Angelo Taylor) ganhou originalmente a medalha de prata com 2:58.21, mas foi desqualificado em 2008 depois de Antonio Pettigrew ter admitido o uso de HGH e EPO entre 1997 e 2003.

(5) -  Dois atletas empataram na prova saltando a mesma altura e as mesmas alturas inferiores no mesmo número de tentativas. Foram outorgadas então duas medalhas de prata e nenhuma de bronze.

#### Feminino
| Evento                  | Ouro                                                                                  | Ouro     | Prata                                                                      | Prata    | Bronze                                                                                  | Bronze   |
| 100 m (1)               | Zhanna Pintusevich · Ucrânia                                                          | 10.82    | Ekaterini Thanou · Grécia                                                  | 10.91    | Chandra Sturrup · Bahamas                                                               | 11.02    |
| 200 m (2)               | Debbie Ferguson · Bahamas                                                             | 22.52    | LaTasha Jenkins · Estados Unidos                                           | 22.85    | Cydonie Mothersille · Ilhas Caimã                                                       | 22.82    |
| 400 m                   | Amy Mbacke Thiam · Senegal                                                            | 49.86    | Lorraine Graham · Jamaica                                                  | 49.88    | Ana Guevara · México                                                                    | 49.97    |
| 800 m                   | Maria Mutola · Moçambique                                                             | 1:57.17  | Stephanie Graf · Áustria                                                   | 1:57.20  | Letitia Vriesde · Suriname                                                              | 1:57.35  |
| 1500 m                  | Gabriela Szabo · Roménia                                                              | 4:00.57  | Violeta Szekely · Roménia                                                  | 4:01.70  | Natalya Gorelova · Rússia                                                               | 4:02.40  |
| 5000 m                  | Olga Yegorova · Rússia                                                                | 15:03.39 | Marta Dominguez · Espanha                                                  | 15:06.59 | Ayelech Worku · Etiópia                                                                 | 15:10.17 |
| 10000 m                 | Derartu Tulu · Etiópia                                                                | 31:48.81 | Berhane Adere · Etiópia                                                    | 31:48.85 | Gete Wami · Etiópia                                                                     | 31:49.98 |
| Maratona                | Lidia Simon Romênia                                                                   | 2:26:01  | Reiko Tosa · Japão                                                         | 2:26:06  | Svetlana Zakharova · Rússia                                                             | 2:26:18  |
| 100 m c/ barreiras      | Anjanette Kirkland · Estados Unidos                                                   | 12.42<   | Gail Devers · Estados Unidos                                               | 12.54    | Olga Shishigina · Cazaquistão                                                           | 12.58    |
| 400 m c/ barreiras      | Nezha Bidouane · Marrocos                                                             | 53.34    | Yuliya Pechonkina · Rússia                                                 | 54.27    | Daimí Pernía · Cuba                                                                     | 54.51    |
| marcha 20 km            | Olimpiada Ivanova · Rússia                                                            | 1:27:48  | Valentina Tsybulskaya · Bielorrússia                                       | 1:28:49  | Elisabetta Perrone · Itália                                                             | 1:28:56  |
| 4x100 m (3)             | Alemanha · Melanie Paschke · Gabi Rockmeier · Birgit Rockmeier · Marion Wagner        | 42.32    | França · Sylviane Félix · Frédérique Bangué · Muriel Hurtis · Odiah Sidibé | 42.39    | Jamaica · Juliet Campbell · Merlene Frazer · Beverly McDonald · Astia Walker            | 42.40    |
| 4x400 m                 | Jamaica · Sandie Richards · Catherine Scott-Pomales · Debbie Parris · Lorraine Fenton | 3:20.65  | Alemanha · Florence Ekpo-Umoh · Shanta Ghosh · Claudia Marx · Grit Breuer  | 3:21.97  | Rússia · Irina Rosikhina · Yuliya Pechonkina · Anastasiya Kapachinskaya · Olesya Zykina | 3:24.92  |
| Salto em altura         | Hestrie Cloete · África do Sul                                                        | 2,00 m   | Inha Babakova · Ucrânia                                                    | 2,00 m   | Kajsa Bergqvist · Suécia                                                                | 1,97 m   |
| Salto com vara          | Stacy Dragila · Estados Unidos                                                        | 4,75 m   | Svetlana Feofanova · Rússia                                                | 4,75 m   | Monika Pyrek Polônia                                                                    | 4,55 m   |
| Salto em distância      | Fiona May · Itália                                                                    | 7,02 m   | Tatyana Kotova · Rússia                                                    | 7,01 m   | Niurka Montalvo · Espanha                                                               | 6,88 m   |
| Salto triplo            | Tatyana Lebedeva · Rússia                                                             | 15,25 m  | Françoise Mbango Etone · Camarões                                          | 14,60 m  | Teresa Marinova · Bulgária                                                              | 14,58 m  |
| Arremesso de peso       | Yanina Karolchik · Bielorrússia                                                       | 20,61 m  | Nadine Kleinert · Alemanha                                                 | 19,86 m  | Vita Pavlysh · Ucrânia                                                                  | 19,41 m  |
| Lançamento de disco (4) | Ellina Zvereva · Bielorrússia                                                         | 67,10 m  | Nicoleta Grasu Romênia                                                     | 66,24 m  | Anastasia Kelesidou · Grécia                                                            | 65,50 m  |
| Lançamento de martelo   | Yipsi Moreno · Cuba                                                                   | 70,65 m  | Olga Kuzenkova · Rússia                                                    | 70,61 m  | Bronwyn Eagles · Austrália                                                              | 68,87 m  |
| Lançamento de dardo     | Osleidys Menéndez · Cuba                                                              | 69,53 m  | Mirela Manjani · Grécia                                                    | 65,78 m  | Sonia Bisset · Cuba                                                                     | 64,69 m  |
| Heptatlo                | Yelena Prokhorova · Rússia                                                            | 6694 pts | Natalya Sazanovich · Bielorrússia                                          | 6539 pts | Shelia Burrell · Estados Unidos                                                         | 6472 pts |

(1) - Marion Jones, dos EUA, ficou originalmente em segundo lugar nos 100 m com 10:85, mas foi posteriormente desqualificada depois de ter admitido o uso de substâncias dopantes, como resultado das investigações do Caso BALCO.

(2) -  Kelli White,  dos EUA, ficou originalmente em terceiro lugar nos 200 metros, com 22.56, mas foi posteriormente desqualificada depois de ter admitido o uso de substâncias dopantes, como resultado das investigações do Caso BALCO

(3) - O revezamento 4x100m dos EUA (Kelli White, Chryste Gaines, Inger Miller e Marion Jones) ganhou originalmente a medalha de ouro com 41.71, mas foi desqualificado em 2004 depois de Kelli White e Marion Jones terem admitido o uso de substâncias dopantes, como resultado das investigações do Caso BALCO

(4) -  Natalya Sadova, da Rússia, ganhou originalmente a medalha de ouro no lançamento do disco com 68.57 m, mas foi posteriormente desqualificada depois de ter revelado o uso de cafeína num teste anti-dopagem. 